# Жибрет, Велько
Велько Жибрет (хорв. Veljko Žibret; род. 3 июня 1978, Загреб) — хорватский хоккеист, правый нападающий.

## Карьера
Выступал за «Медвещак» (Загреб) и «Альфа» (Любляна).
В составе национальной сборной Хорватии провел 73 матча; участник чемпионатов мира 1997 (группа D), 1999 (группа C), 2000 (группа C), 2001 (дивизион I), 2002 (дивизион I), 2003 (дивизион I), 2004 (дивизион II), 2005 (дивизион II), 2006 (дивизион I), 2007 (дивизион II), 2008 (дивизион I), 2009 (дивизион I) и 2010 (дивизион I). В составе молодёжной сборной Хорватии участник чемпионата Европы 1997 (группа C). В составе юниорской сборной Хорватии участник чемпионатов Европы 1995 (группа C II) и 1996 (группа C).